# Зализничное (Лебединский район)
Зализничное (укр. Залізничне) — посёлок,
Маловысторопский сельский совет,
Лебединский район,
Сумская область,
Украина.
Код КОАТУУ — 5922985802. Население по переписи 2001 года составляло 290 человек .

## Географическое положение
Посёлок Зализничное находится на железнодорожной ветке Тростянец[уточнить] — Сумы, станция Боромля.
Примыкает к селу Новгородское (Тростянецкий район).